# Мост на плачещото бебе
Мост на плачещото бебе (на английски: Crybaby Bridge) е прякор, даден на някои мостове в Съединените щати. Името често отнася до градска легенда, че звукът на бебе може да се чуе или е бил чут от моста. Много от тях са придружени и от градска легенда, свързана с бебе или малко дете / деца.

## Вирджиния
Има предполагаем „Мост на плачещо бебе“ в Блекстоун, Вирджиния. Историята разказва, че деца са загинали около моста (има съмнения дали смъртта им е била случайна или умишлена) и че през нощта се чуват виковете им и се вижда жена, разхождаща из близката гора. Други съобщени явления включват стъпки и усещане за „зло присъствие“. Твърди се също така, че ако автомобил бъде спрян на моста и бебешка пудра бъде изсипана върху капака на колата, в праха могат да се появят бебешки отпечатъци.

## Кентъки
Мост на пътят Sleepy Hollow Road близо до границата между окръзите Джеферсън и Олдхам в Кентъки е бил известен като „Мост на плачещо бебе“. Съобщава се, че майки изпускали нежеланите си, болни или деформирани бебета от моста, за да се удавят във водата и там все още се чува плачът им. Оригиналният мост е заменен с по-нов от стомана и бетон. Мостът е едно от няколкото местоположения по пътя, за което има подобни слухове.

## Охайо

### Rogue's Hollow
Един от многото предполагаеми мостове на плачещи бебета се намира близо до Doylestown, Охайо, в район, известен като Rogue's Hollow (Кухината на мошеника). Този мост се намира на пътя Galehouse Road, между Rogue Hollow Road и Hametown Road. Мостът обхваща залива Силвър Крийк. От октомври до май, мостът е достъпен само от пътя Hametown Rd., тъй като по-стръмната част от пътя е сезонно затворена, за да се предотвратят инциденти. Мостът е собственост на историческото общество на Rogue's Hollow, което притежава и съседната мелница Chidester.

### The Screaming Bridge of Maud Hughes Road
Името на този мост на български се превежда като Крещящият мост на Мод Хюз Роуд (Мод Хюз Роуд е името на пътя, където е мостът). Мостът се намира в град Либърти, окръг Бътлър, Охайо. Има сведения, че на моста са се случили множество ужасяващи инциденти и самоубийства. На 25 фута под моста има железопътни релси и се съобщава, че поне 36 души са загинали на или около Моста на Мод Хюз. Съобщава се за призрачни фигури, мъгли и светлини, както и за черни фигури с качулки и фантомен влак. Легендата разказва, че кола, в която са били мъж и жена, е спряла поради повреда на върха на моста. Мъжът излязал да потърси помощ, а жената останала. Когато мъжът се върнал, момичето висяло от моста над релсите. Предполага се, че тогава мъжът загинал по необясними причини. И до днес много хора съобщават, че са чували разговорите на духовете, след това женски писък, последван от мъжки. Друга история разказва за жена, преследвана по пътя и когато стигнала моста, тя не познавала околността, и мислела че долу има река, така че скочила и когато видяла релсите изкрещяла, летейки надолу към смъртта си. Казват, че и до днес в някои нощи може да се чуе писъкът на жената. Според трета популярна и типична история за подобни мостове, жена бебето си от моста, а после се обесила. Карта: 39.394551°N 84.410427°W

### Пътят Egypt Road, Салем
Въпреки че мостът е извън пътя Egypt Road, близо до град Салем, Охайо, той всъщност е на някогашния West Pine Lake Rd. път, краят на който сега е източно от моста. Според легендите бебе паднало от моста и се удавило. Има и слух, че в гората около моста има някакъв култ. През 2010 г. е имало убийство на възрастна жена. Тялото ѝ е намерено, удушено до смърт и изгорено точно до моста. Затвореният път остава като път за достъп до комуникационни линии за високо напрежение. Говори се, че „бебешките плачове“ се чуват през нощта или през деня. Карта: 40.929744°N 80.829978°W

### Пътят Wisner Road
Този мост на плачещо бебе се намира в област, в която се съобщава за т. нар. Melon Heads – същества, описани като малики хуманоиди, с глави като луковци, които от време на време излизат от скривалищата си и нападат хора. Мостът е разположен на пътя Chardon Township, област Geauga County, Охайо. Голям участък от пътя е постоянно затворен; мостът лежи точно преди южния край на затворения участък.

## Мериленд
В „Странен Мериленд: Вашият пътеводител за местните легенди и най-добре пазените тайни на Мериленд“ авторите Мат Лейк, Марк Моран и Марк Стюрман включват три разказа от първо лице за преживявания, станали на мостове на плачещи бебета в Британска Америка. Споменатите места са моствете Governor's Bridge Road, един на Lottsford Vista Road път и трети неуточнен, но вероятно е описан мостът на Lottsford Vista Road. Последните разкази споменават предполагаеми сатанински църкви в близост до моста и външния вид на Човека козел.

## Тексас

### De Kalb
„Мостът на плачещото бебе“ или „Призрачния мост“ е разположен на около 25 мили западно от Тексаркана, минава през окръжен път 4130, разположен на 4 мили южно от Де Калб, Тексас. Легендата разказва, че колата на майка паднала в потока и бебето ѝ се удавило в почти ледените води.

### Луфкин
Джак Крийк, поток на запад от Луфкин, Тексас, от години е известен като Заливът на плачещото бебе. Предполага се, че жена и бебе загинали, когато автомобилът им се отклонил от дървен мост и паднал в стръмния поток. Анет Сойер от Луфкин казва, че посетителите, които идват на мястото през нощта, твърдят, че са чували звуци, наподобяващи бебешки плач. Предполага се, че един посетител е намерил отпечатъка на бебешка ръка върху прозореца на автомобила си, след като се е върнал от моста.

### Порт Нечес
„Мостът на Сара Джейн“ на Авеню Ийст Порт Нечес в Порт Нечес, Тексас, се казва, че е мостът, от който бебе със същото име е хвърлено в пълната с алигатори вода от мъж, убил майката на детето. Говори се, че плачът на Сара Джейн може да се чуе от водата ако се застане на моста в горещите летни нощи. Майката на бебето, безглав дух, бродещ из близката гора може да бъде чута да шепне „Сара Джейн“, докато търси из гората с фенер. Но Сара Джейн, за която се говори в легендата, всъщност е Сара Джейн Блок, която не е загубила деца и доживяла до 99-годишна възраст.

## Юта
Местните от малкия град Беър Ривър Сити, Юта твърдят, че преди много години майка е излязла от моста с двете си деца в колата, като и тримата загиват. Твърди се, че трикратно свирене на клаксона ще предизвика отговор от призрачните деца. Някои твърдят, че са чували детски глас, който казва „Не го прави, майко!“.

## Противоречия
През 1999 г. фолклористът от Мериленд Джеси Глас дава пример с няколко мостове на плачещи бебета, които са били само част от фолклора, описвайки ги като просто фалшив фолклор разпространяван в Интернет.
Според Глас почти идентични истории за мостове на плачещи бебета в Мериленд и Охайо започват да се появяват онлайн през 1999 г., но те не могат да бъдат потвърдени чрез устната история на местните или медиите.
Сред примерите на Глас е историята на мост, разположен в Уестминстър, Мериленд, засягаща убийството на избягали роби и афроамерикански деца. Мостът се намира на пътя Rockland Road точно до пътя Uniontown Road извън границите на град Уестминстър след Rt. 31. През 19. век нежеланите чернокожи бебета са били удавяни, като са ги изхвърляли от този мост. Местните вестници, които обикновено отразяват расово мотивирани убийства от този период, не споменават за събитията, описани онлайн.
Въпреки това, в книгата си Weird US: Your Travel Guide to America's Local Legends and Best Kept Secrets, авторите Mark Moran и Mark Sceurman разказват историята на предполагаем мост на плачещо бебе на пътя Lottsford Vista Road между Bowie и Upper Marlboro, твърдейки, че този мост е накарала множество скептици да вярват. В текста, включен от техния информатор, не се споменава за избягали роби, но се повтаря познат компонент на такива легенди: извънбрачно раждане.